# 진주 광제서원
진주 광제서원(晉州 廣齊書院)은 대한민국 경상남도 진주시 명석면 계원리에 있는, 남양 홍씨 홍의와 홍관을 추모하기 위해 세운 서원이다.
1995년 5월 2일 경상남도의 문화재자료 제223호 광제서원으로 지정되었다가, 2018년 12월 20일 현재의 명칭으로 변경되었다.

## 개요
남양 홍씨 홍의와 홍관을 추모하기 위해 세운 서원이다.
홍의(?∼1356)는 고려 공민왕(재위 1351∼1374) 때 무신이다.
홍관(?∼1126)은 고려 문신이며 서예가로 예부상서 등 여러 벼슬을 거쳤다.
세울 당시에는 선현을 모시고 제사를 지내는 기능만 담당하던 홍복사로 세웠다가, 영조 23년(1747) 홍지암으로 이름을 바꿨다. 기록에 따르면 고종 28년(1891) 고쳐 세우면서 모원재로 또 한 번 이름을 바꿨다고 한다. 1976년 영남 유림에서 '관제서원'으로 격상시켜 오늘에 이르고 있다.
경내에는 6동의 건물이 있는데 경충사는 선현의 위패를 모신 곳으로 앞면 3칸·옆면 1칸 규모의 건물이다. 지붕은 옆면에서 볼 때 사람 인(人)자 모양인 맞배지붕으로 소박하면서도 단아한 아름다움을 느낄 수 있다. 강당은 교육이나 유림의 회합 장소로 쓰이던 건물이다. 가운데에 마루를 구성하고 양 옆으로 온돌방을 배치하였다.
현재 남양 홍씨 문중에서 재실로 사용하고 있으며, 해마다 3월에 제사를 지내고 있다.

## 참고 문헌
- 진주 광제서원 - 국가유산청 국가유산포털

[[분류:경상남도의 서원}}